# Драм-Пойнт (Меріленд)
Драм-Пойнт (англ. Drum Point) — переписна місцевість (CDP) в США, в окрузі Калверт штату Меріленд. Населення — 2553 особи (2020).

## Географія
Драм-Пойнт розташований за координатами 38°19′51″ пн. ш. 76°25′58″ зх. д. / 38.33083° пн. ш. 76.43278° зх. д. (38.330815, -76.432867).  За даними Бюро перепису населення США в 2010 році переписна місцевість мала площу 4,76 км², з яких 4,31 км² — суходіл та 0,45 км² — водойми.

## Демографія
Згідно з переписом 2010 року, у переписній місцевості мешкала 2731 особа в 1035 домогосподарствах у складі 763 родин. Густота населення становила 574 особи/км².  Було 1203 помешкання (253/км²).
Расовий склад населення:
| - 87,0 % — білих - 7,9 % — чорних або афроамериканців - 1,3 % — азіатів - 0,7 % — корінних американців |

До двох чи більше рас належало 2,6 %. Частка іспаномовних становила 3,3 % від усіх жителів.
За віковим діапазоном населення розподілялося таким чином: 23,4 % — особи молодші 18 років, 61,5 % — особи у віці 18—64 років, 15,1 % — особи у віці 65 років та старші. Медіана віку мешканця становила 42,8 року. На 100 осіб жіночої статі у переписній місцевості припадало 104,1 чоловіків;  на 100 жінок у віці від 18 років та старших — 99,8 чоловіків також старших 18 років.
Середній дохід на одне домашнє господарство  становив 95 009 доларів США (медіана — 70 726), а середній дохід на одну сім'ю — 106 964 долари (медіана — 90 653). Медіана доходів становила 72 095 доларів для чоловіків та 56 607 доларів для жінок. За межею бідності перебувало 10,2 % осіб, у тому числі 0,0 % дітей у віці до 18 років та 0,0 % осіб у віці 65 років та старших.
Цивільне працевлаштоване населення становило 1673 особи. Основні галузі зайнятості: освіта, охорона здоров'я та соціальна допомога — 24,4 %, роздрібна торгівля — 11,9 %, виробництво — 11,8 %.